# Junior Coimbra
1. WEITERLEITUNG Arthur Antunes Coimbra Junior